# كبكابو
كبكابو (بالإنجليزية: Kabkabou) هو يخنة سمك بالطماطم، تُحضَّر في تونس. يُعد هذا الطبق صحيًا وسهل التحضير. يتكوّن من صلصة يُطهى فيها شرائح السمك، وتُضاف إليها القبار، والزيتون والليمون. تُستخدم أنواع عديدة من الأسماك في تحضير هذا الطبق، مثل الهامور، والقرش الملاك، والتونة، أو الإسقمري.